# Clarisse Costaz
Pour les articles homonymes, voir Costaz.
Clarisse Costaz, née le 28 février 1986 à Bourgoin-Jallieu (Isère), est une joueuse de basket-ball française.

## Palmarès

### Clubs
- 2001-2002 : Voiron (NF2)
- 2002-2004 : Centre Fédéral (NF1)
- 2004-2006 : COB Calais
- 2006-2008 : Saint-Amand
- 2008-2010 : USO Mondeville
- 2010-2011 : Challes-les-Eaux Basket

 compétitions nationales 
- Vice-championne de France de NF1 en 2004

### Sélection nationale
compétitions de jeunes
- Médaille de bronze du Championnat du monde espoirs 2007
- Championne d'Europe 20 ans et moins en 2005
- Vice-championne d'Europe 20 ans et moins en 2004
- Médaille de bronze championne d'Europe 20 ans et moins en 2006

Autres
- Début en Équipe de France le 10 juillet 2008 contre la Turquie[3].